# جيرار ديون (كاهن كاثوليكي)
جيرار ديون هو كاهن كاثوليكي كندي، ولد في 19 يونيو 1919 في سان باسيل ‏ في كندا.